# Мартен, Анри (художник)
Анри Жан Гийом Мартен (фр. Henri-Jean Guillaume Martin; 5 августа 1860[…], Тулуза — 12 ноября 1943[…], Лабастид-дю-Вер, Ло) — французский художник-постимпрессионист.

## Биография

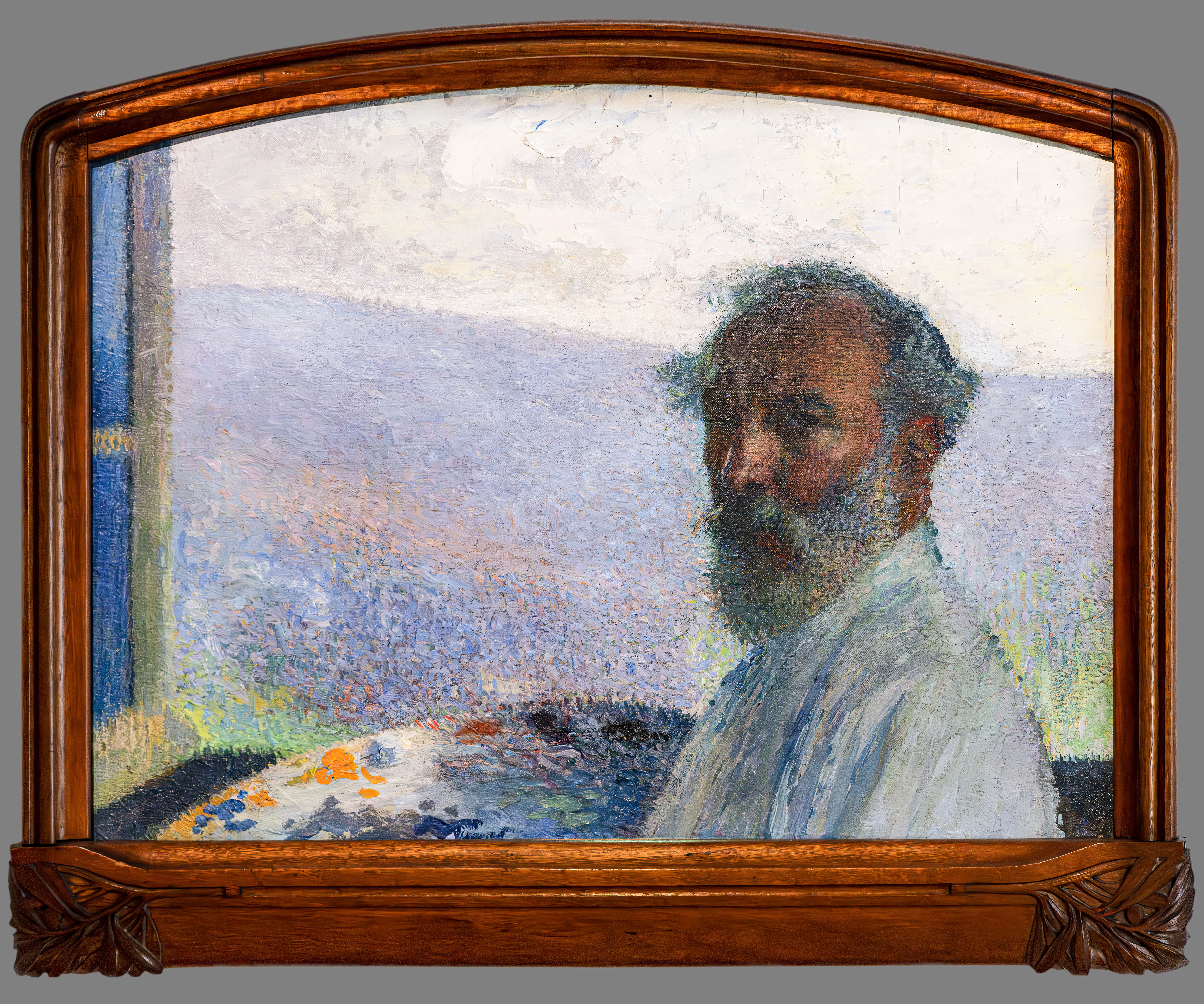
Автопортрет. Ок. 1912. Музей Орсе

Родился в 1860 году в Тулузе в семье краснодеревщика-француза и его супруги-итальянки. В 1877 году поступил в Тулузскую школу изящных искусств. В период обучения познакомился с Марией-Шарлоттой Барбару, на которой в 1881 году женился. Однако ещё до этого, в 1879 году, Мартен получил от тулузского магистрата стипендию для продолжения образования в Париже, где стажировался в мастерской Жана-Поля Лорана. Всего через четыре года он получил свою первую медаль Парижского салона, а ещё год спустя был поощрён стипендией на поездку в Италию, где изучал античные памятники и живопись старых мастеров. 
В Италии Мартен также открыл для себя произведения художников из группы «Маккьяйоли» и познакомился с Джованни Сегантини, чья техника, наряду с пуантилизмом Жоржа Сёра, оказала влияние на его собственное творчество.
В 1889 году Мартен отправил в Парижский салон работу, которая принесла ему золотую медаль. В 1896 году стал кавалером, в 1905 году — офицером, а в 1914 году — командором ордена Почётного легиона (мало кто из французских художников того времени «добирался» до командорской степени). В 1900 году на Всемирной выставке Мартен был награждён гран-при.
В этот период Мартен был одним из самых признанных и известных французских художников, его творчество было связано с пуантилизмом, неоимпрессионизмом и символизмом. Однако в дальнейшем Париж с его новейшими течениями в искусстве Мартену наскучил. Став состоятельным человеком, художник приобрёл усадебный дом во французской провинции поблизости от Каора (в России ранее известного как Кагор), где создавал картины для себя, наслаждаясь природой в спокойной обстановке.
У Мартена было четверо сыновей, двое из которых стали художниками.
Скончался Мартен в 1943 году.
В 2002 году каорскому художественному музею (фр.) было присвоено имя Анри Мартена. В музее хранится коллекция работ художника. Другие работы входят в собрание парижского Музея Орсе. Их можно встретить и в других музеях в различных частях Франции.

## Галерея

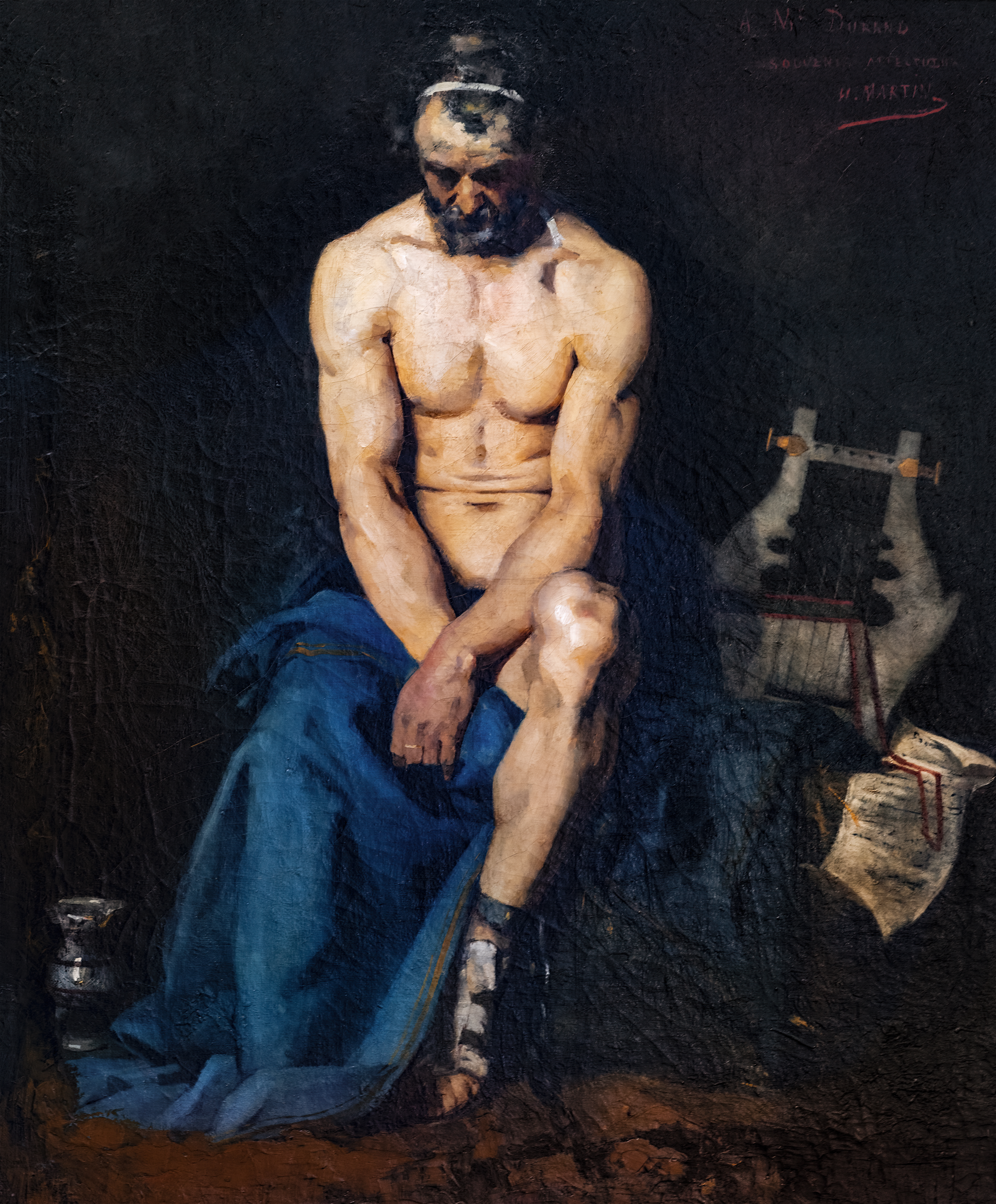
Орфей, 1878
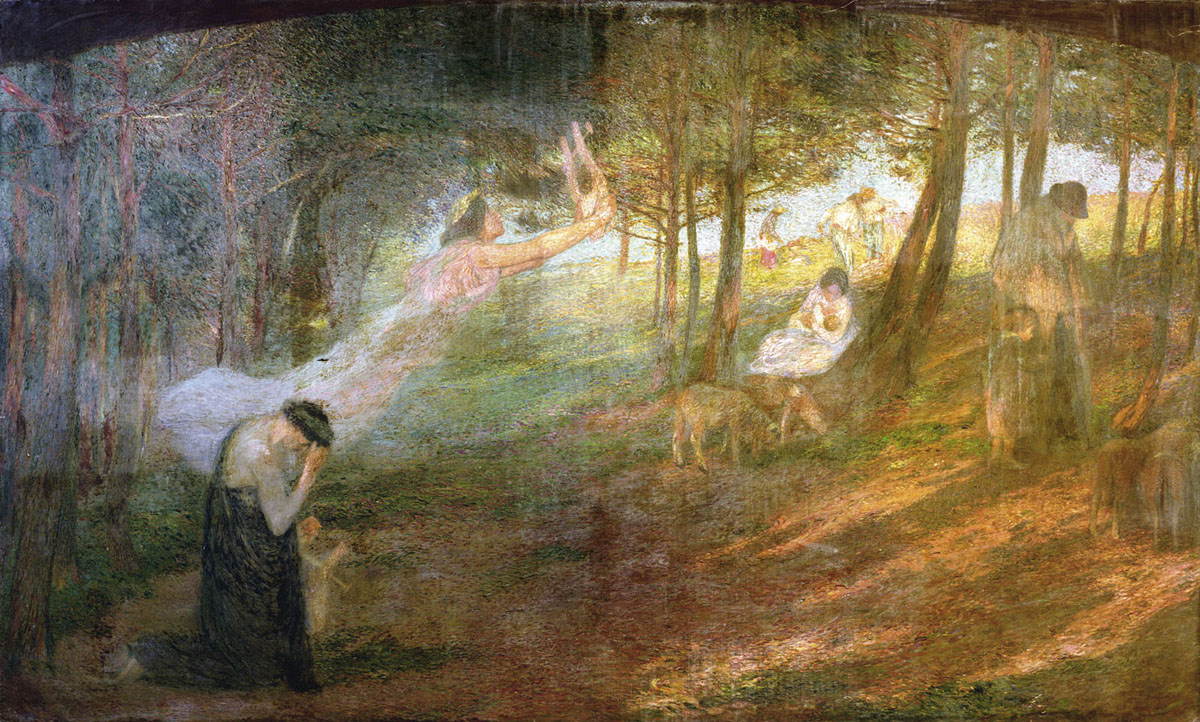
Поэт, 1881
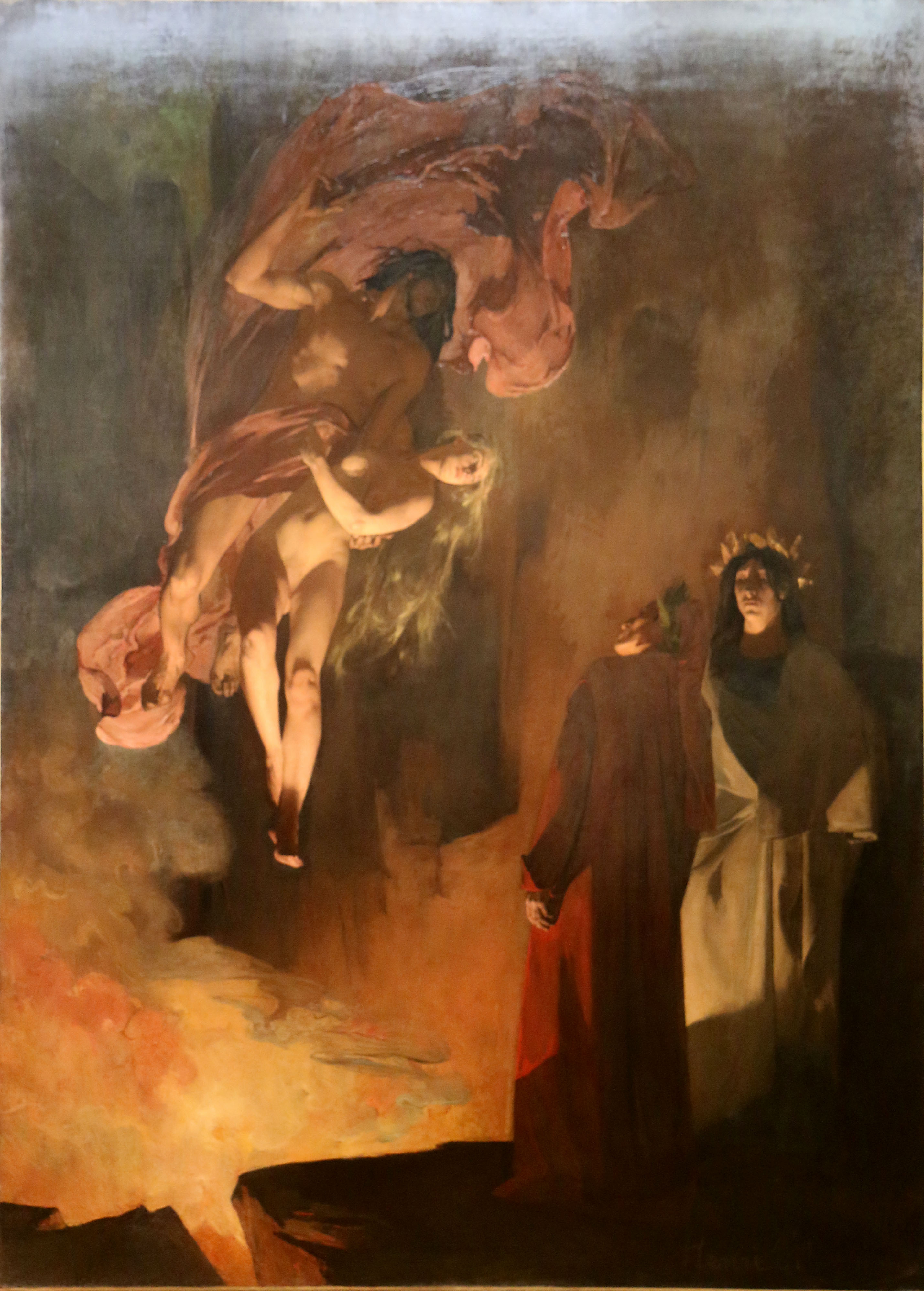
Данте и Вергилий видят в аду Паоло и Франческу, 1883
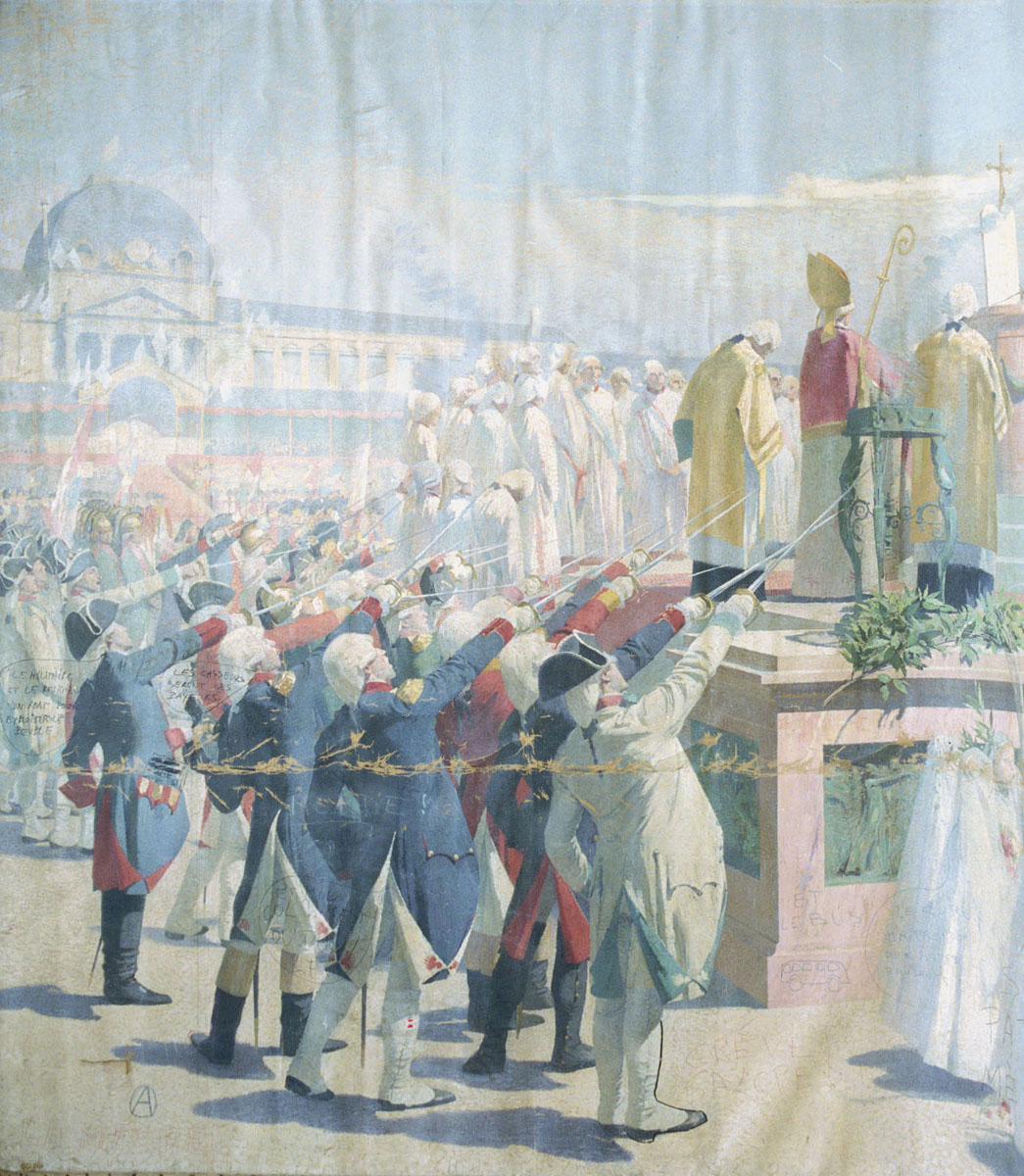
Праздник на Марсовом поле в Париже 14 июля 1790 года, 1889
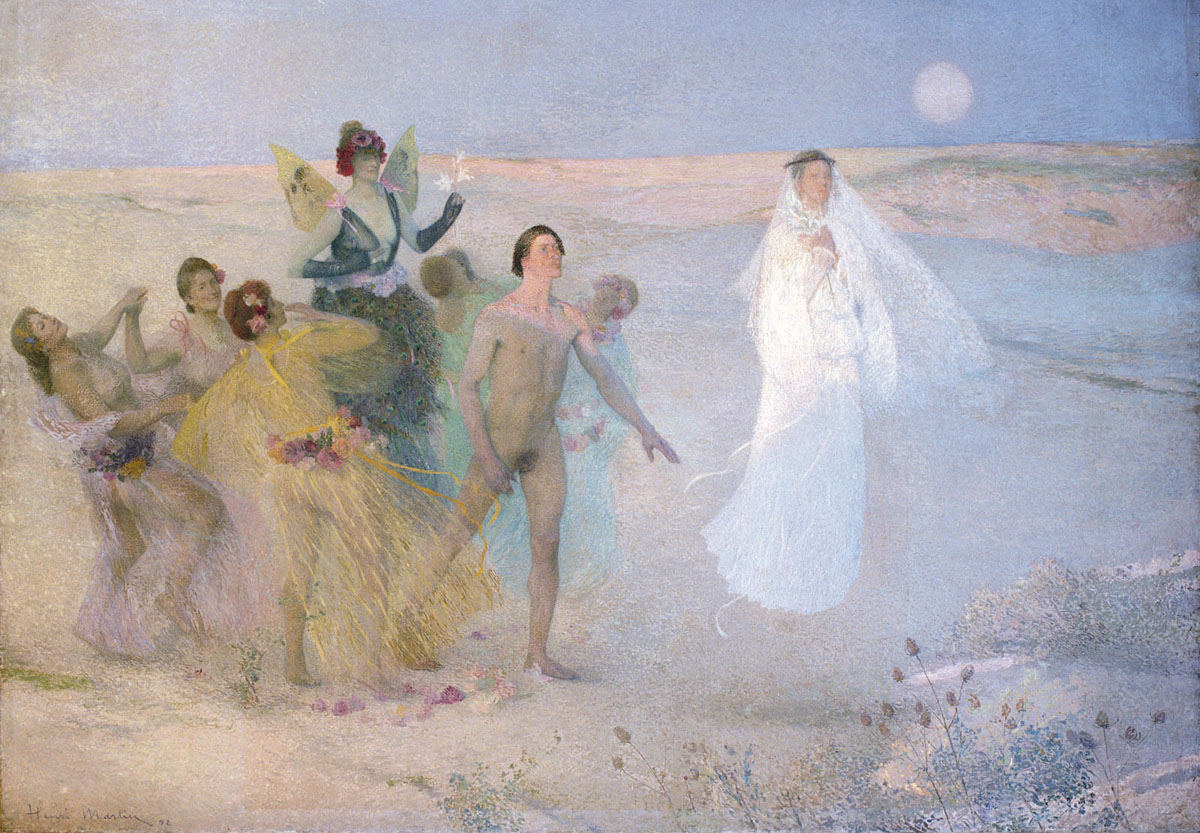
Человек между Пороком и Добродетелью, 1892
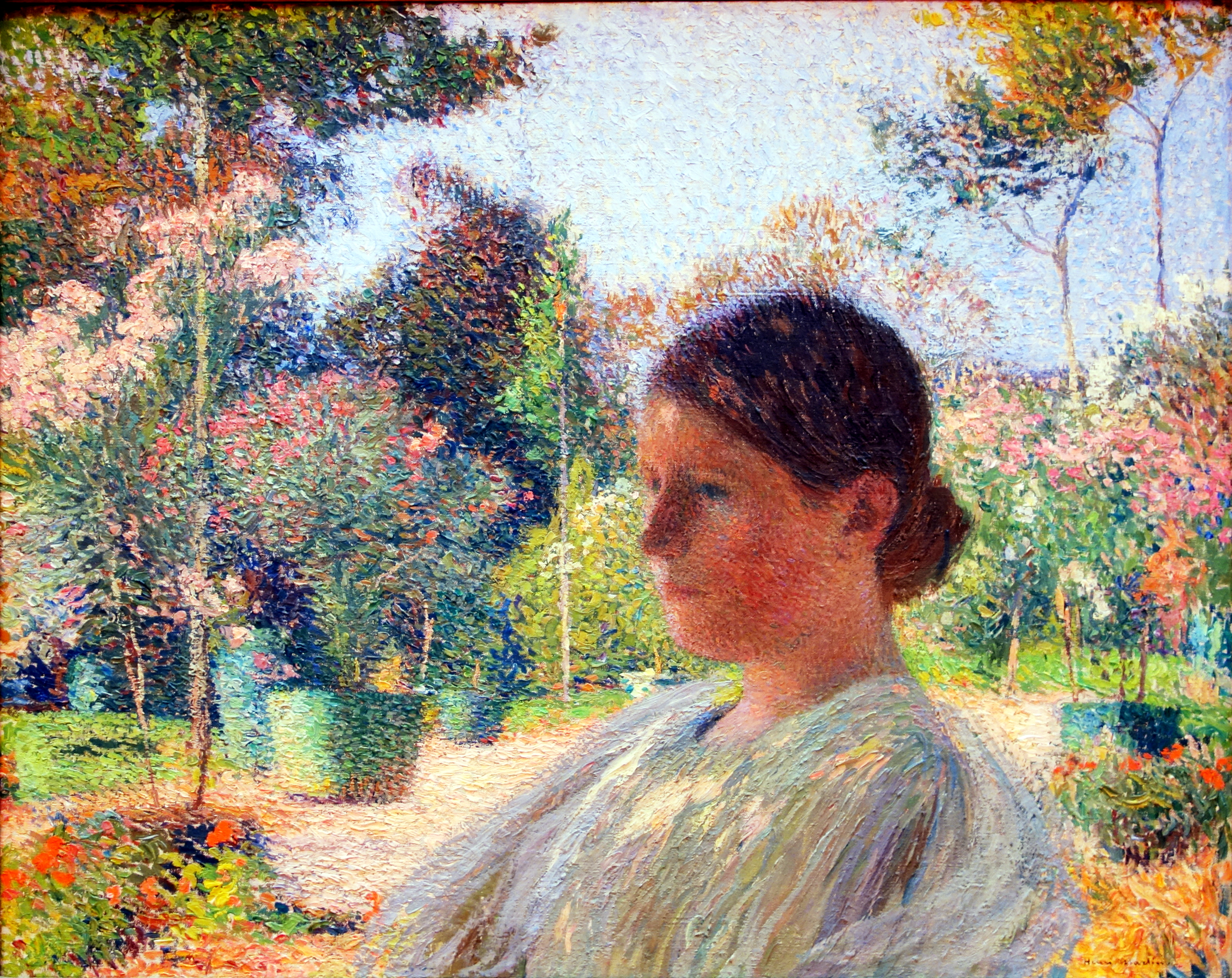
В саду, ок. 1900
Лето, 1903
Мечтатели на берегах Гаронны, 1906
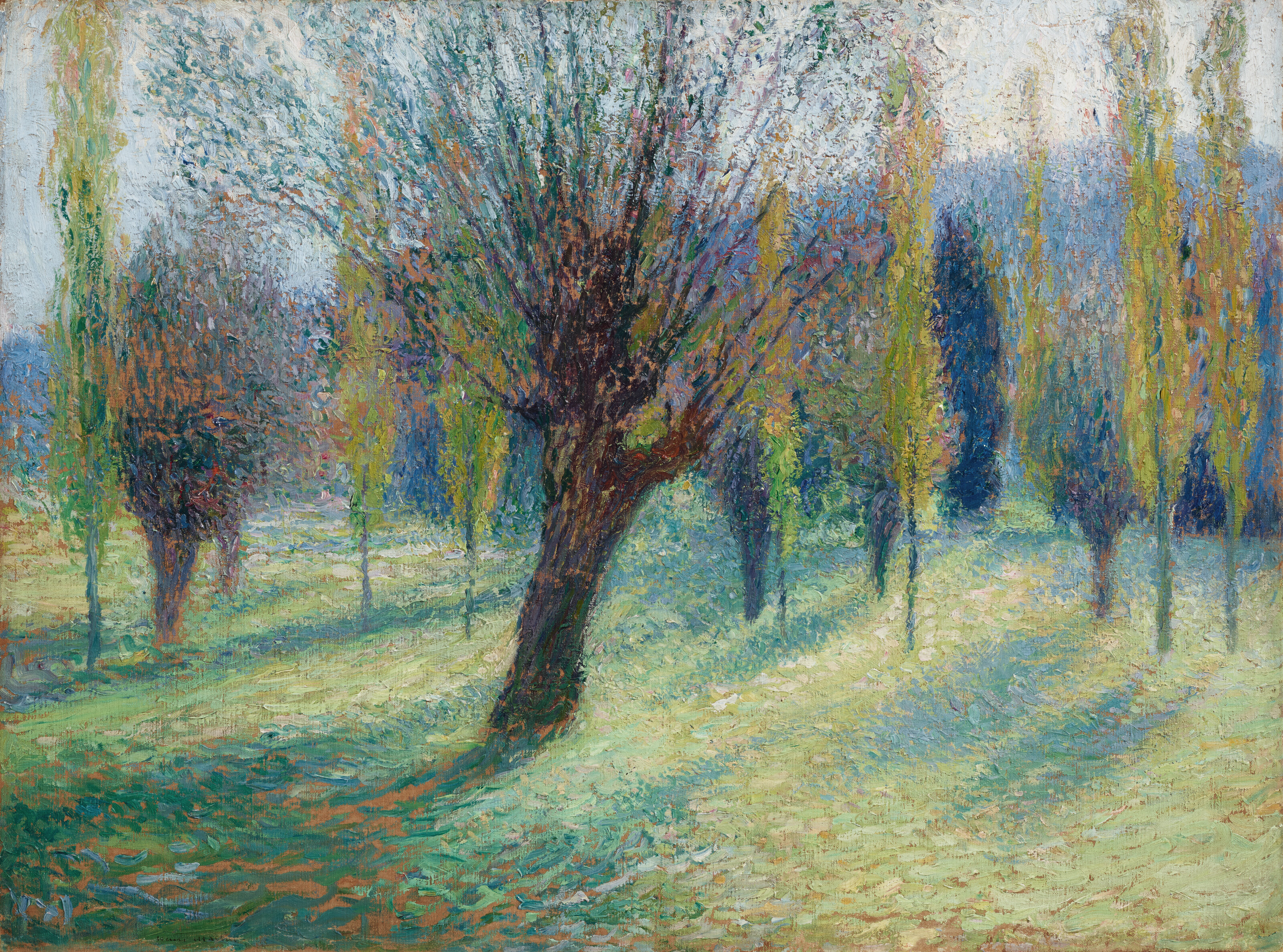
Ивы в долине, ок. 1909
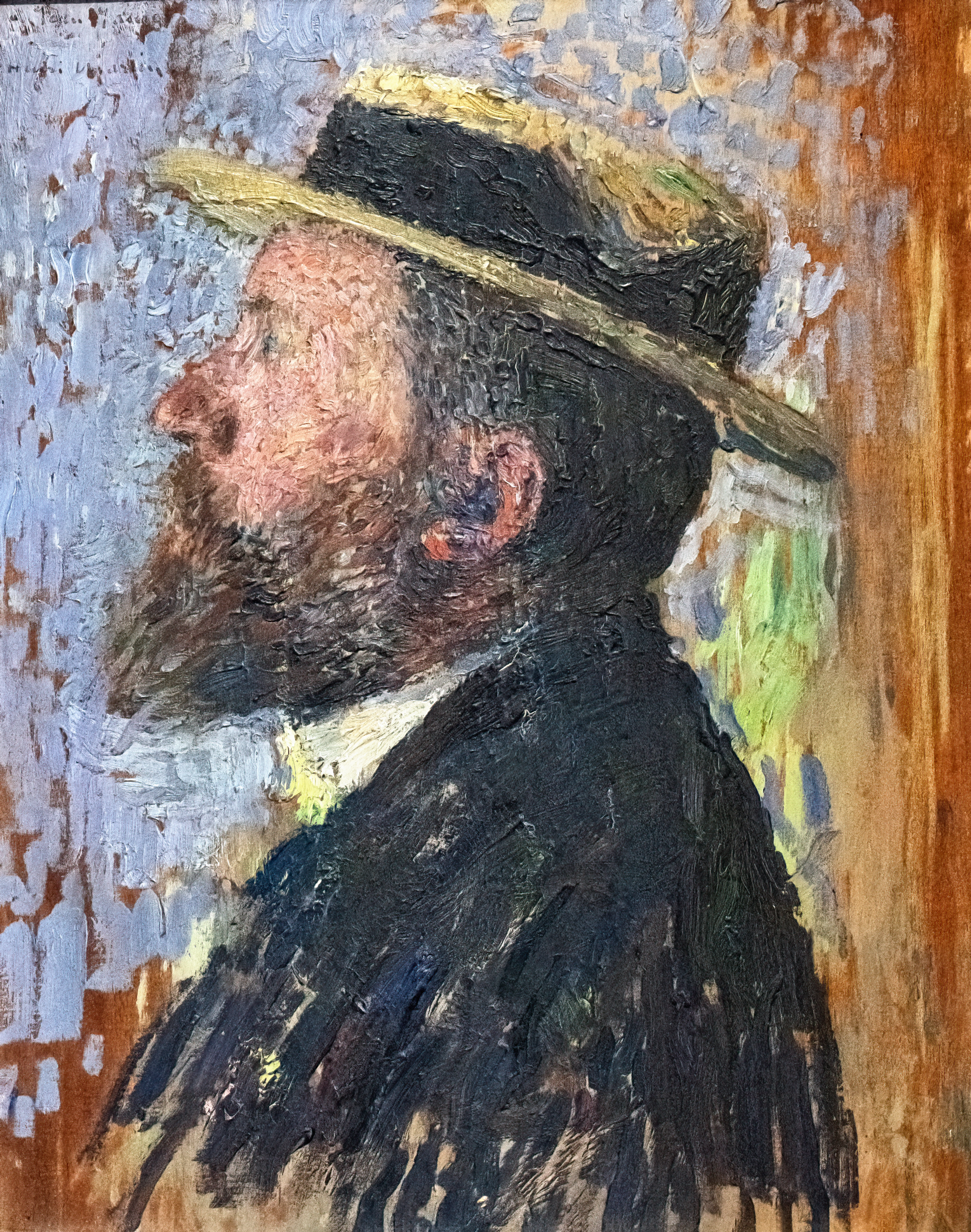
Портрет Жана Жореса, 1905
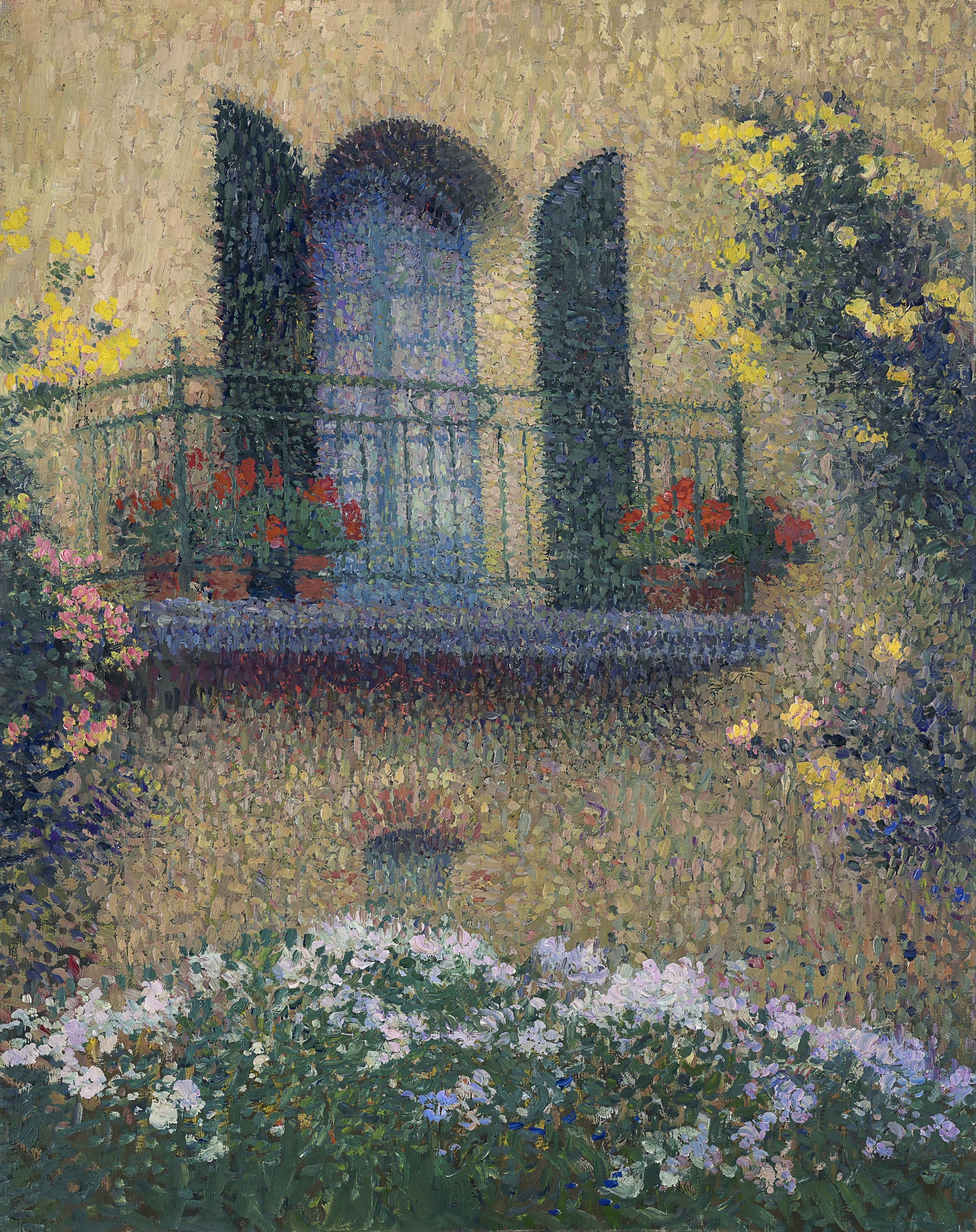
Балкон Жореса, 1915
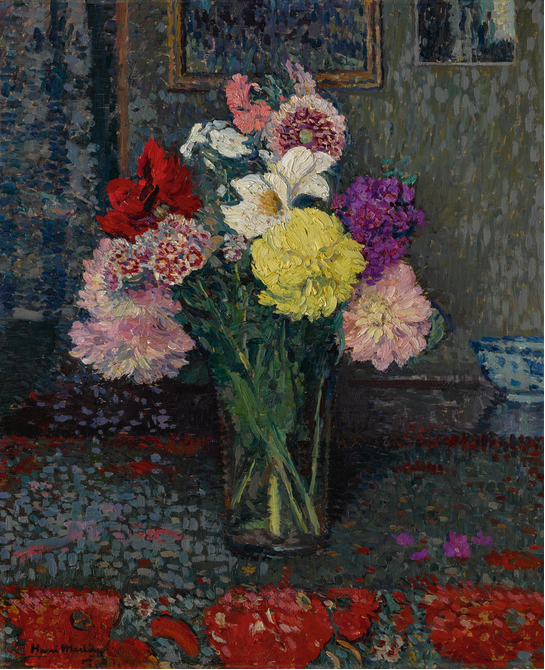
Георгины
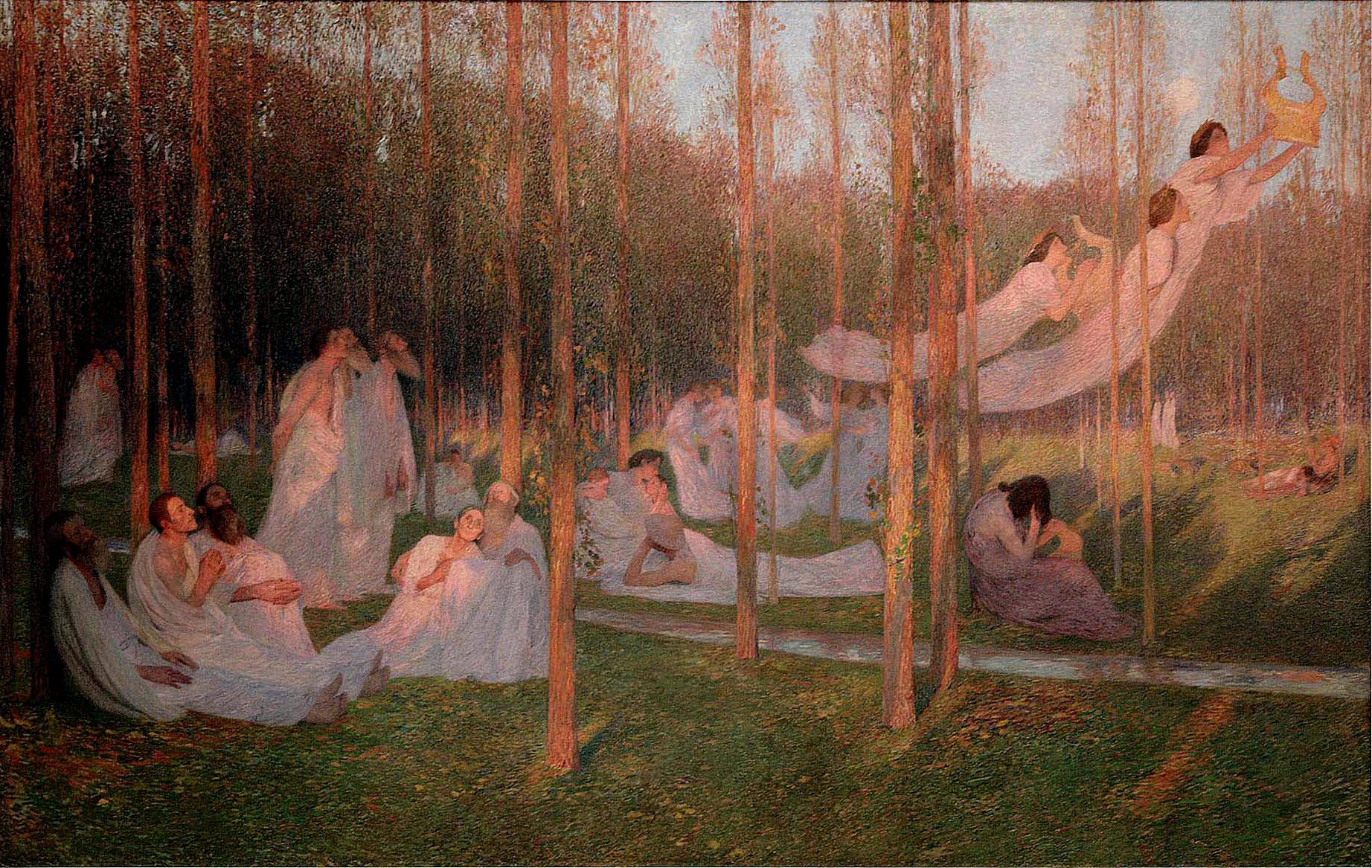
Умиротворённость (Священная роща), 1899, Музей Орсе
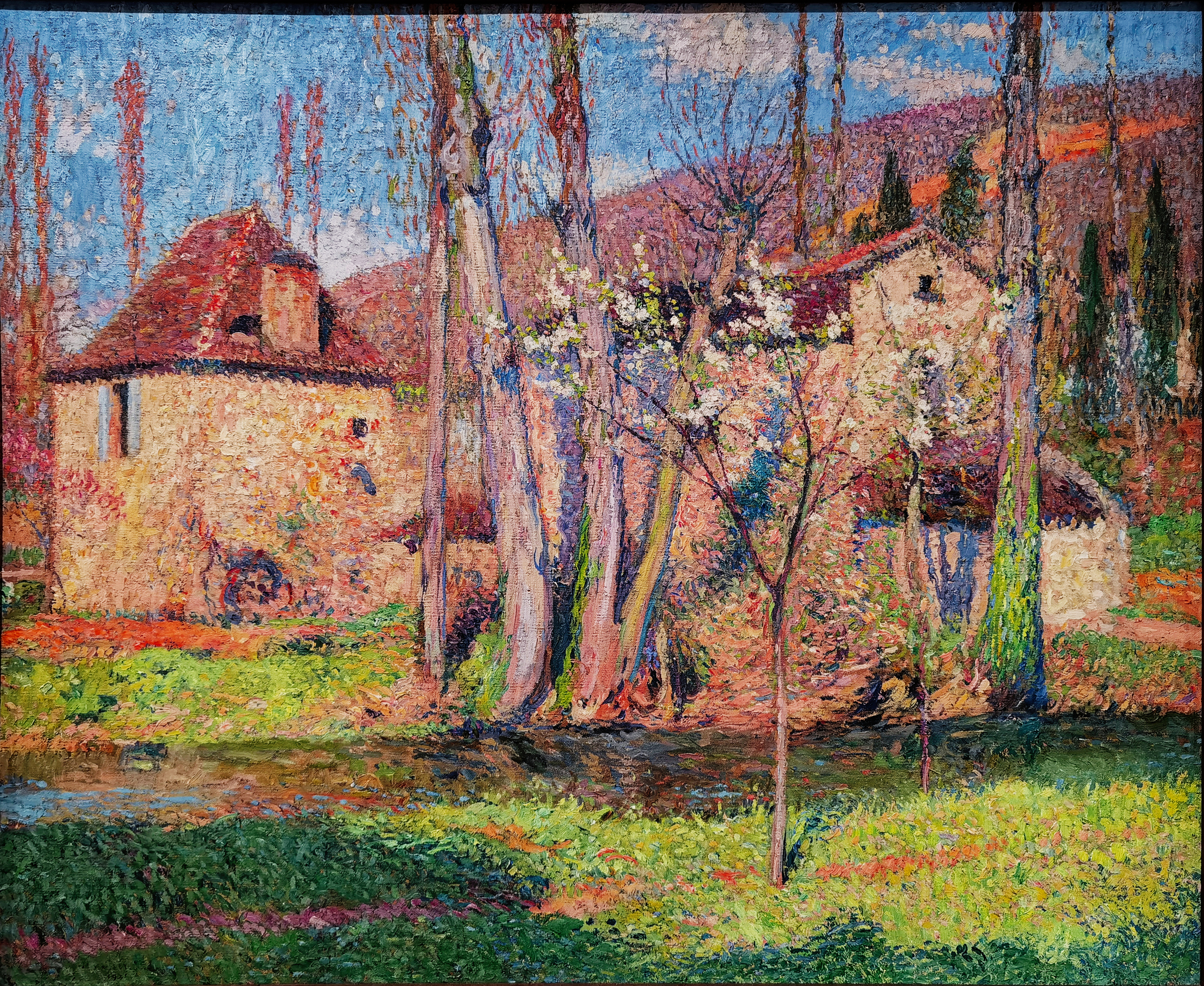
Домики с соломенными крышами весной, 1921
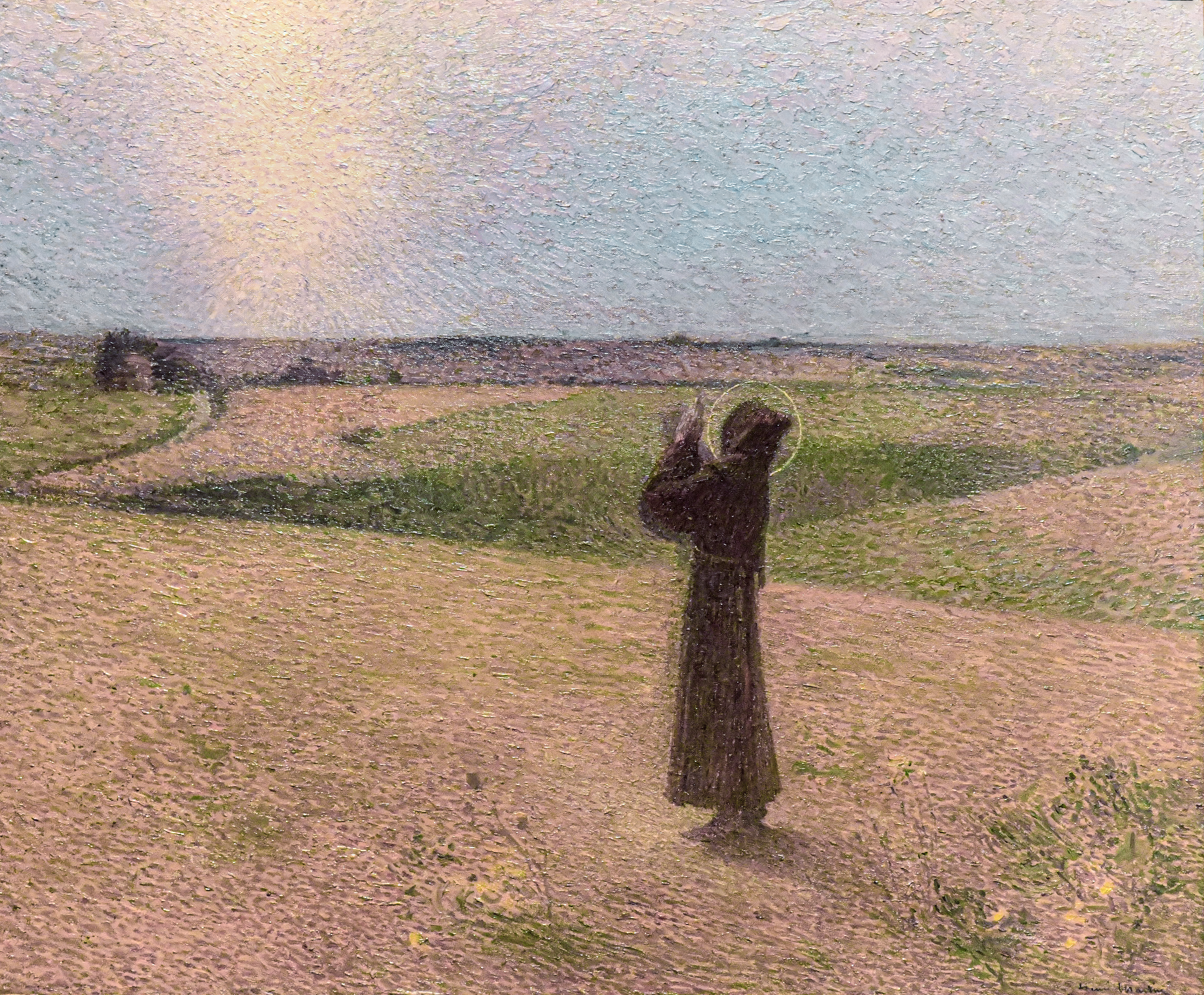
Святой Франциск Ассизский
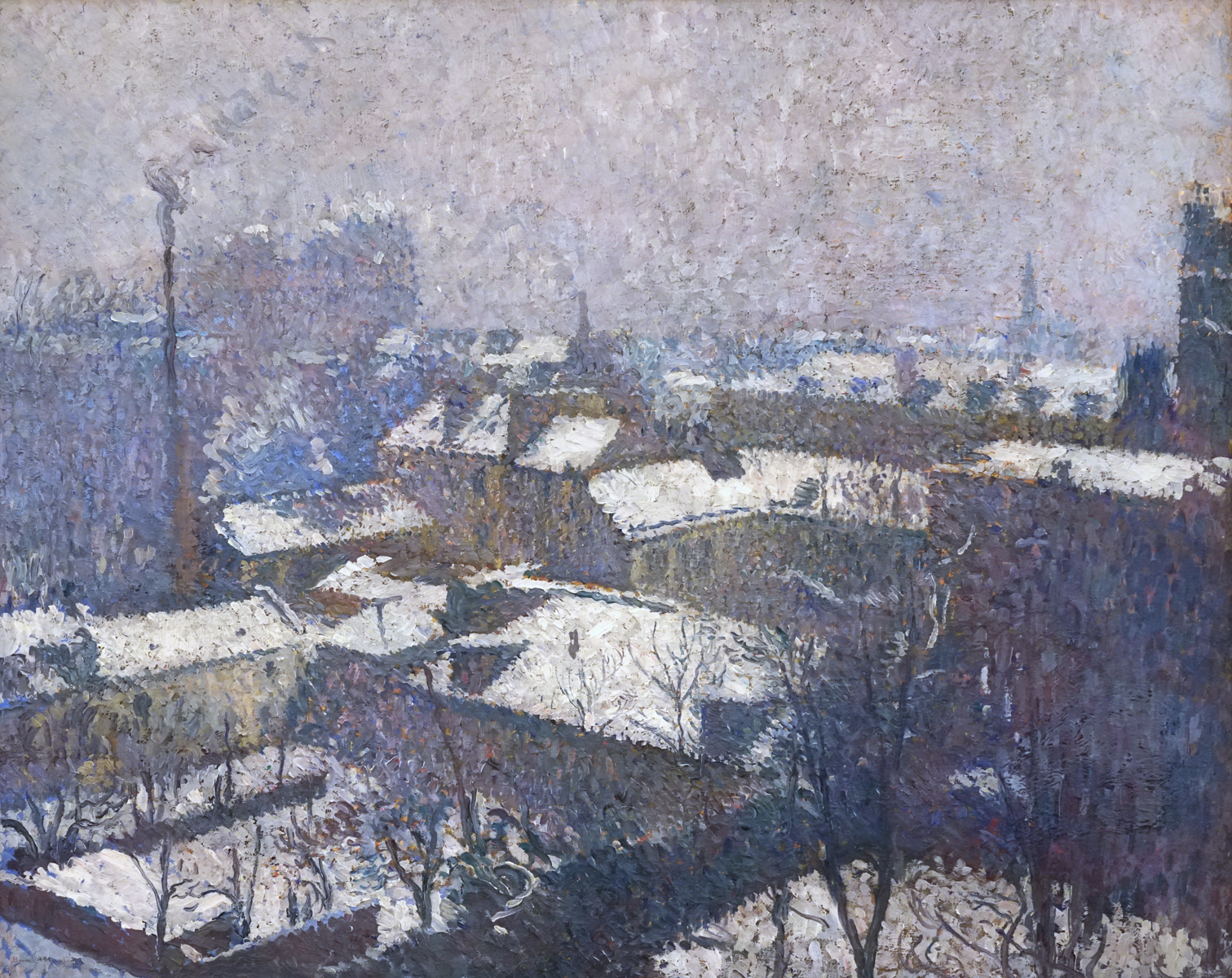
Парижские крыши под снегом, ок. 1910
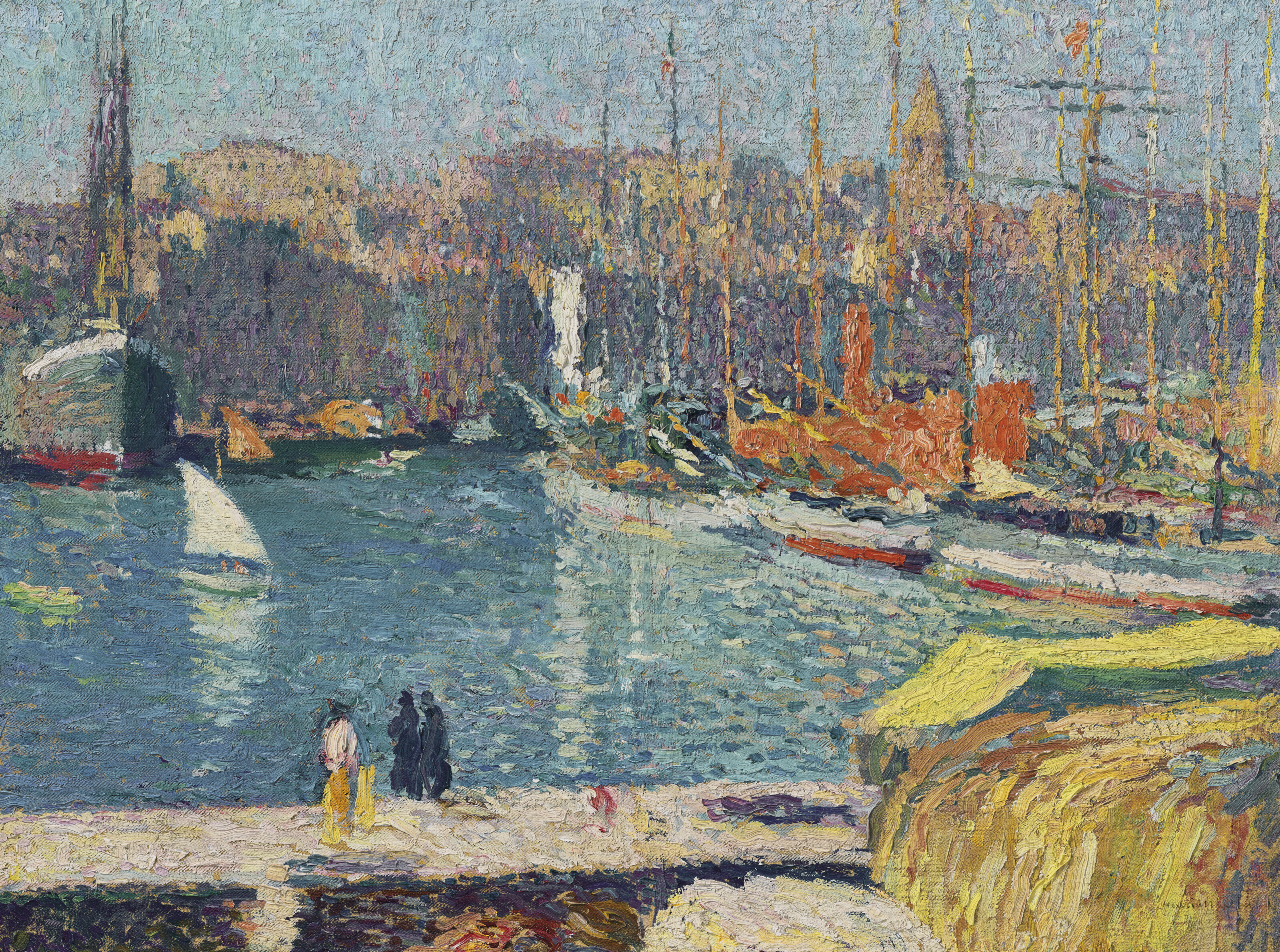
Марсельский порт
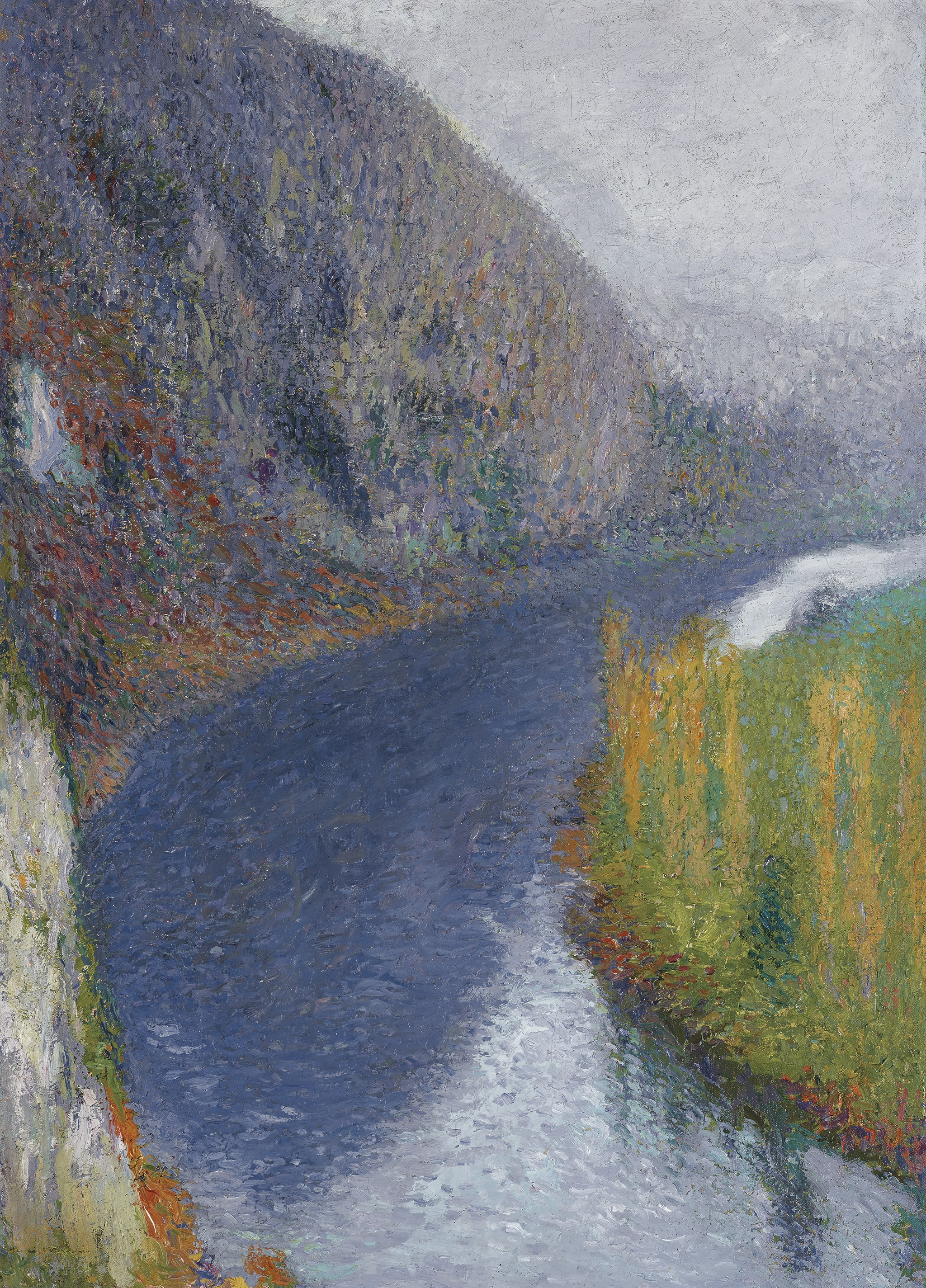
Река Ло поблизости от Сен-Сирк-Лапопи (фр.)
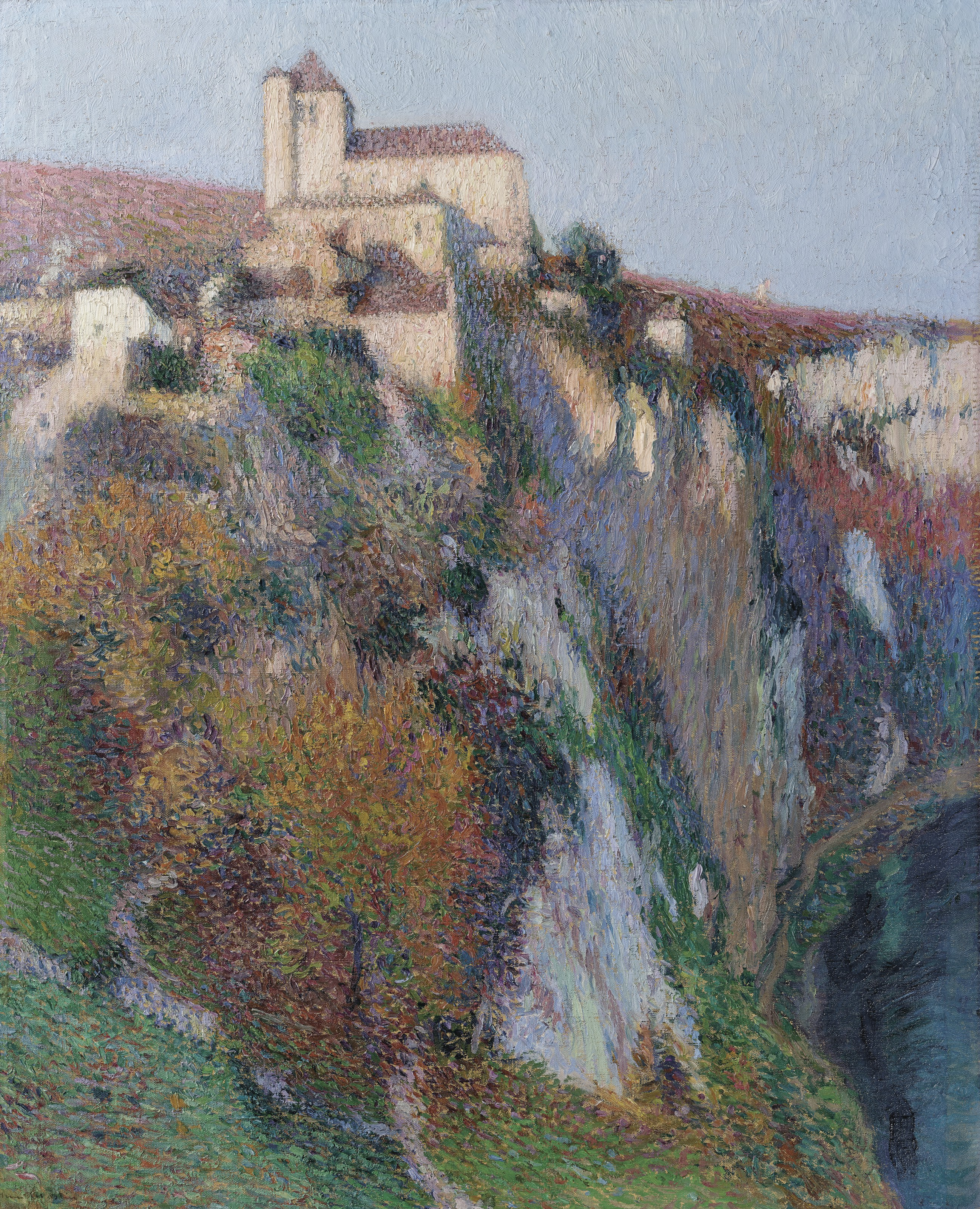
Церковь (фр.) в Сен-Сирк-Лапопи на вершине скалы.
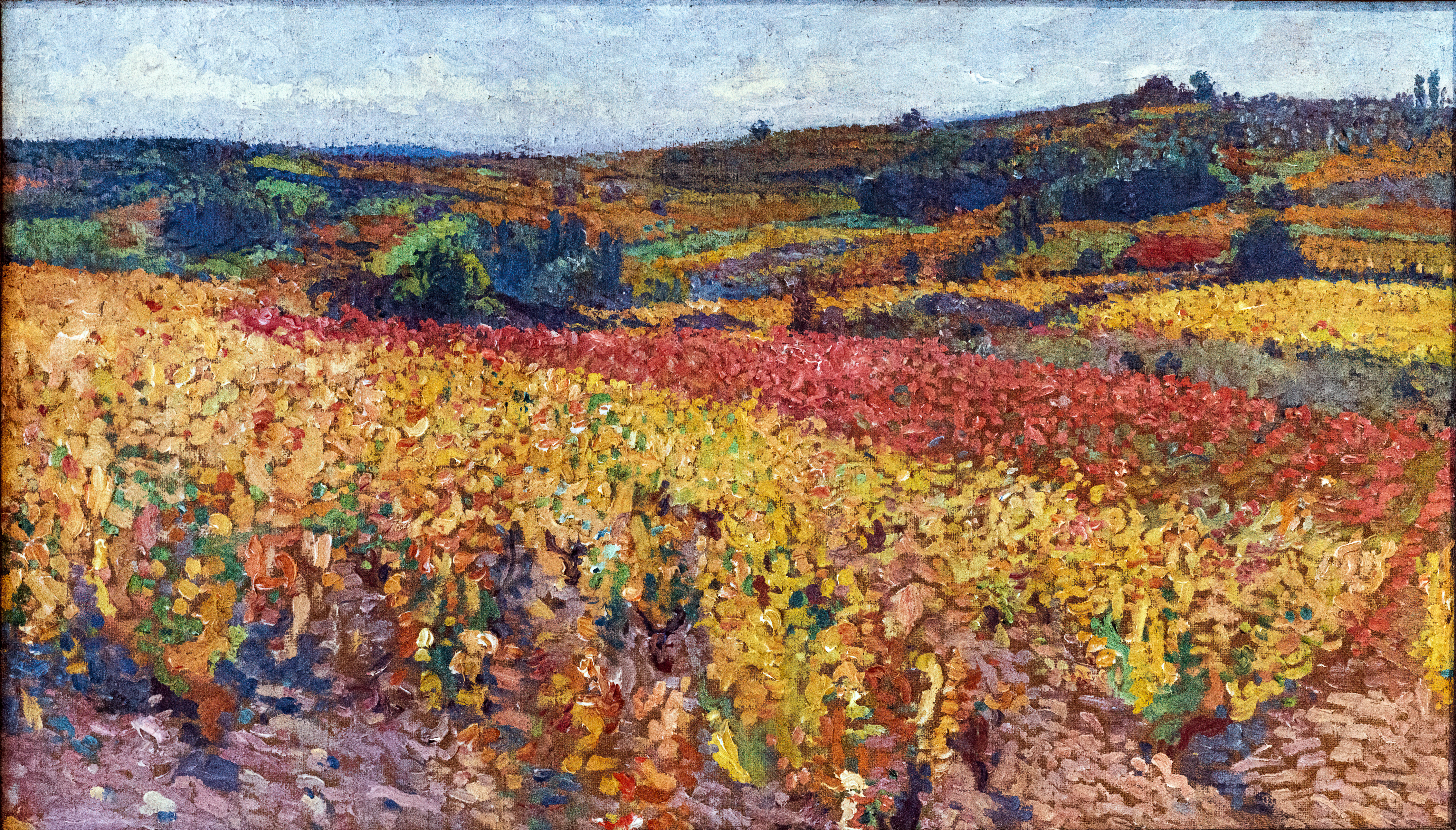
Виноградные лозы осенью